# Aura Lolita Chávez Ixcaquic
Aura Lolita Chávez Ixcaquic (Santa Cruz del Quiché, 15 de septiembre de 1972), conocida como Lolita, es una activista de los derechos de las mujeres y líder indígena guatemalteca, referente internacional de la lucha por preservar los recursos naturales. Está amenazada de muerte en su país por lo que reside refugiada en el País Vasco en España desde 2017.

## Trayectoria
Chávez es originaria de los territorios del oeste de Guatemala. Es miembro del Consejo de Pueblos K’iche’s por la Defensa de la Vida, Madre Naturaleza, Tierra y Territorio (CPK) del pueblo quiché fundada en 2007 para enfrentar los efectos del Tratado de libre comercio entre América Central y Estados Unidos. Esta organización se define como «un conjunto de comunidades que se han organizado para defender sus territorios, su derecho de autodeterminación y también los derechos a la vida tal y como la desean los pueblos indígenas». Milita igualmente contra las violencias contra la mujer.
El 4 de julio de 2012, asistió a una manifestación pacífica contra el alcalde de Santa Cruz del Quiché, miembro del Partido Patriota. De regreso, su autobús sufrió una emboscada por un grupo de hombres armados con machetes, cuchillos y bastones. Cuatro mujeres fueron heridas. El 7 de junio de 2017 fue amenazada de muerte.

## Reconocimientos
- En octubre de 2017, el Parlamento Europeo incluyó a Chávez entre los tres finalistas del Premio Sakharov de los derechos humanos.«[23/06/2016] Aura Lolita Chávez Ixcaquic | Business & Human Rights Resource Centre». www.business-humanrights.org (en inglés). Consultado el 20 de mayo de 2018.</ref><ref>«Le Parlement européen décerne son prix Sakharov 2017 à l’opposition vénézuélienne». Le Monde.fr (en francés). Consultado el 20 de mayo de 2018.
- En enero de 2018 recibió el Premio «Ignacio Ellacuría» de cooperación para el desarrollo por su defensa de los pueblos indígenas.Makazaga, Iñaki (29 de enero de 2018). «Lolita Chávez, premio Ignacio Ellacuría por su defensa de los pueblos indígenas». El País. ISSN 1134-6582. Consultado el 26 de mayo de 2018.